# Opkomsttijd
De opkomsttijd is de optelsom van de verwerkingstijd van de melding, de uitruktijd en de aanrijdtijd.
De uitruktijd is daarbij de tijd tussen het alarmeren van de hulpdiensten (zoals politie, ambulance en brandweer) door de meldkamer en het tijdstip dat het eerste voertuig de (brandweer)kazerne verlaat. De aanrijdtijd is de tijd die het eerste voertuig nodig heeft om van de kazerne naar het plaats incident te gaan.
De opkomsttijd van de brandweer wordt als een belangrijk kwaliteitskenmerk van de brandweer beschouwd. In Nederland wordt een streeftijd van 8 minuten gehanteerd, die slechts in 30% van de gevallen gehaald wordt (2006). De rijtijd was in het jaar 2000 nog gemiddeld iets meer dan 4 minuten, in 2006 is dit opgelopen naar bijna vijf minuten.